# Águia Branca
Águia Branca (en español: Águila Blanca) es un municipio brasileño del estado de Espírito Santo. Según el censo del IBGE del año 2010, la población era de 9517 habitantes.